# Rekovac
Rekovac ist ein Dorf und der Verwaltungssitz der Opština Rekovac mit rund 2000 Einwohnern.

## Persönlichkeiten

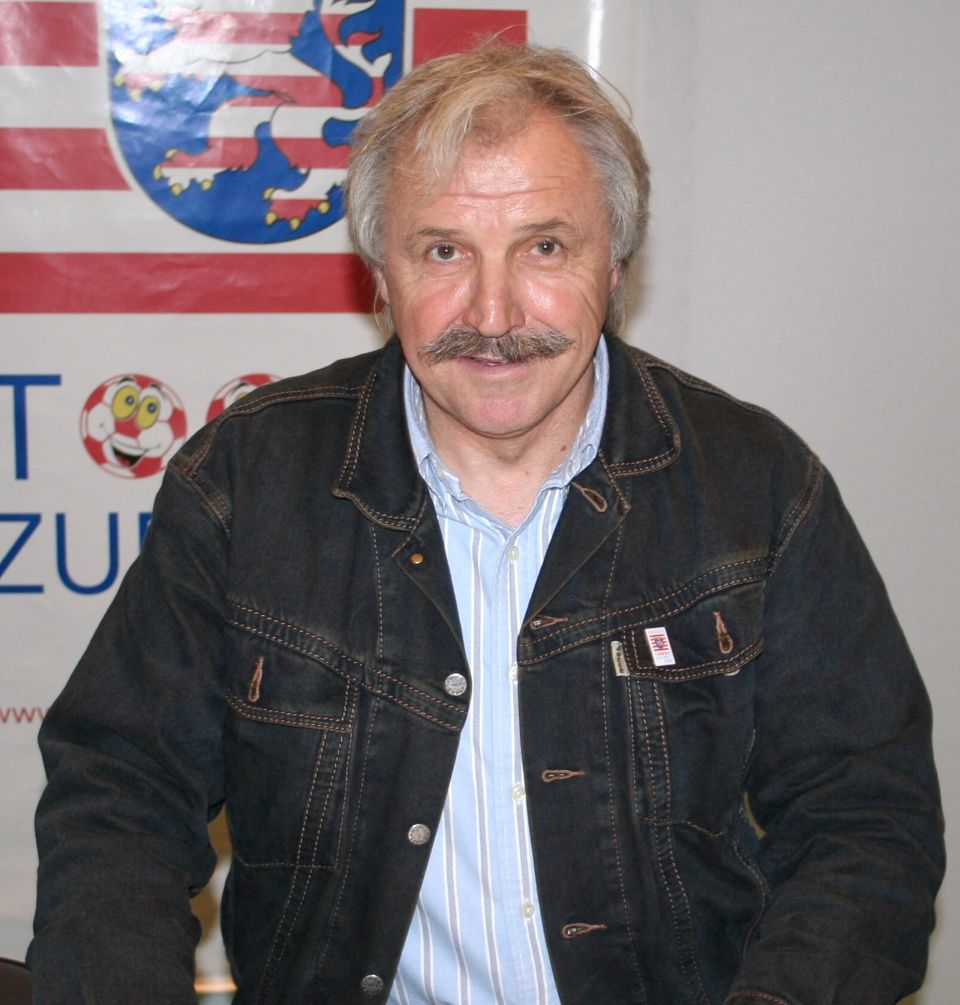
Dragoslav Stepanović, bekanntester Sohn des Ortes

- Dragoslav Stepanović – Fußballtrainer